# Henryk Jaroszyk
Henryk Jaroszyk (ur. 21 grudnia 1908 w Szczytnie, zm. 15 lipca 2001) – polski nauczyciel i polityk, poseł na Sejm PRL II kadencji. Budowniczy Polski Ludowej.

## Życiorys
Syn Kazimierza. Uzyskał wykształcenie wyższe niepełne, w 1931 ukończył Studium Nauczycielskie w Poznaniu. Pochodził z Mazur, organizował Związek Polaków w Niemczech. Represjonowany przez władze nazistowskich Niemiec, był więziony w obozach koncentracyjnych Sachsenhausen i Dachau. Po zakończeniu II wojny światowej organizował administrację w Złotowie, pełnił urząd wicestarosty oraz radnego Powiatowej Rady Narodowej, a także Wojewódzkiej Rady Narodowej w Koszalinie. Pełnił funkcję członka Prezydium Komisji Badań Zbrodni Hitlerowskich w Koszalinie
Wstąpił do Zjednoczonego Stronnictwa Ludowego. W 1957 uzyskał mandat posła na Sejm PRL w okręgu Szczecinek. W parlamencie pracował w Komisji Oświaty i Nauki oraz Komisji Nadzwyczajnej Ziem Zachodnich.
Pochowany na cmentarzu komunalnym w Koszalinie.

## Odznaczenia
- Order Budowniczych Polski Ludowej (1972)[2]
- Srebrny Krzyż Zasługi (1955)[3]
- Medal za Długoletnie Pożycie Małżeńskie (1997)[4]
- Medal 10-lecia Polski Ludowej (1955)[5]